# Цепь Маркова

Пример цепи с двумя состояниями

Це́пь Ма́ркова — последовательность случайных событий с конечным или счётным числом исходов, где вероятность наступления каждого события зависит только от состояния, достигнутого в предыдущем событии. Характеризуется тем свойством, что, говоря нестрого, при текущем настоящем состоянии системы, её будущее состояние не зависит от прошлого. Названа в честь А. А. Маркова (старшего), который впервые ввёл это понятие в работе 1906 года.
В случае цепи Маркова {\displaystyle N}-го порядка вероятность наступления каждого события зависит от состояния, достигнутого в {\displaystyle N} предыдущих событиях.

## Цепь Маркова с дискретным временем

### Определение
Последовательность дискретных случайных величин {\displaystyle \{X_{n}\}_{n\geqslant 0}} называется простой цепью Маркова (цепью Маркова первого порядка) (с дискретным временем), если
{\displaystyle \mathbb {P} (X_{n+1}=i_{n+1}\mid X_{n}=i_{n},X_{n-1}=i_{n-1},\ldots ,X_{0}=i_{0})=\mathbb {P} (X_{n+1}=i_{n+1}\mid X_{n}=i_{n})}.
Таким образом, в простейшем случае условное распределение последующего состояния цепи Маркова зависит только от текущего состояния и не зависит от всех предыдущих состояний (в отличие от цепей Маркова высших порядков).
Последовательность дискретных случайных величин {\displaystyle \{X_{n}\}_{n\geqslant 0}} называется цепью Маркова {\displaystyle N}-го порядка (с дискретным временем), если
{\displaystyle \mathbb {P} (X_{n+1}=i_{n+1}\mid X_{n}=i_{n},X_{n-1}=i_{n-1},\ldots ,X_{0}=i_{0})=\mathbb {P} (X_{n+1}=i_{n+1}\mid X_{n}=i_{n},X_{n-1}=i_{n-1},\ldots ,X_{n-N+1}=i_{n-N+1})}.
Таким образом, в условное распределение последующего состояния цепи Маркова {\displaystyle N}-го порядка зависит от текущего состояния и от {\displaystyle N-1} предыдущих состояний.
Область значений случайных величин {\displaystyle \{X_{n}\}} называется простра́нством состоя́ний цепи, а номер {\displaystyle n} — номером шага.

### Переходная матрица и однородные цепи
Матрица {\displaystyle P{(n)}}, где
{\displaystyle P_{ij}{(n)}\equiv \mathbb {P} (X_{n+1}=j\mid X_{n}=i)}
называется ма́трицей перехо́дных вероя́тностей на {\displaystyle n}-м шаге, а вектор {\displaystyle \mathbf {p} =(p_{1},p_{2},\ldots )^{\top }}, где
{\displaystyle p_{i}\equiv \mathbb {P} (X_{0}=i)}
— нача́льным распределе́нием цепи Маркова.
Очевидно, матрица переходных вероятностей является стохастической справа, то есть
{\displaystyle \sum \limits _{j}P_{ij}(n)=1,\quad \forall n\in \mathbb {N} }.
Цепь Маркова называется одноро́дной, если матрица переходных вероятностей не зависит от номера шага, то есть
{\displaystyle P_{ij}{(n)}=P_{ij},\quad \forall n\in \mathbb {N} }.
В противном случае цепь Маркова называется неоднородной. В дальнейшем будем предполагать, что имеем дело с однородными цепями Маркова.

### Конечномерные распределения и матрица перехода за n шагов
Из свойств условной вероятности и определения однородной цепи Маркова получаем:
{\displaystyle \mathbb {P} (X_{n}=i_{n},\ldots ,X_{0}=i_{0})=P_{i_{n-1},i_{n}}\cdots P_{i_{0},i_{1}}P_{i_{0}}},
откуда вытекает специальный случай уравнения Колмогорова — Чепмена:
{\displaystyle \mathbb {P} (X_{n}=i_{n}\mid X_{0}=i_{0})=(P^{n})_{i_{0},i_{n}}},
то есть матрица переходных вероятностей за {\displaystyle n} шагов однородной цепи Маркова есть {\displaystyle n}-я степень матрицы переходных вероятностей за 1 шаг. Наконец,
{\displaystyle \mathbb {P} (X_{n}=i_{n})=\left((P^{T})^{n}\mathbf {p} \right)_{i_{n}}}.

### Типы состояний
- Возвратное состояние.
- Возвратная цепь Маркова.
- Достижимое состояние.
- Неразложимая цепь Маркова.
- Периодическое состояние.
- Периодическая цепь Маркова.
- Поглощающее состояние. Состояние {\displaystyle i} называется поглощающим, если {\displaystyle P_{i,i}=1}.
- Эргодическое состояние.

### Примеры
- Ветвящийся процесс;
- Случайное блуждание;

## Цепь Маркова с непрерывным временем

### Определение
Семейство дискретных случайных величин {\displaystyle \{X_{t}\}_{t\geqslant 0}} называется цепью Маркова (с непрерывным временем), если
{\displaystyle \mathbb {P} (X_{t+h}=x_{t+h}\mid X_{s}=x_{s},\;0<s\leqslant t)=\mathbb {P} (X_{t+h}=x_{t+h}\mid X_{t}=x_{t})}.
Цепь Маркова с непрерывным временем называется однородной, если
{\displaystyle \mathbb {P} (X_{t+h}=x_{t+h}\mid X_{t}=x_{t})=\mathbb {P} (X_{h}=x_{h}\mid X_{0}=x_{0})}.

### Матрица переходных функций и уравнение Колмогорова — Чепмена
Аналогично случаю дискретного времени, конечномерные распределения однородной цепи Маркова с непрерывным временем полностью определены начальным распределением
{\displaystyle \mathbf {p} =(p_{1},p_{2},\ldots )^{\top },\;p_{i}=\mathbb {P} (X_{0}=i),\quad i=1,2,\ldots }
и ма́трицей перехо́дных фу́нкций (переходных вероятностей)
{\displaystyle \mathbf {P} (h)=(P_{ij}(h))=\mathbb {P} (X_{h}=j\mid X_{0}=i)}.
Матрица переходных вероятностей удовлетворяет уравнению Колмогорова — Чепмена: {\displaystyle \mathbf {P} (t+s)=\mathbf {P} (t)\mathbf {P} (s)} или
{\displaystyle P_{ij}(t+s)=\sum _{k}P_{ik}(t)P_{kj}(s).}

### Матрица интенсивностей и дифференциальные уравнения Колмогорова
По определению матрица интенсивностей {\displaystyle \mathbf {Q} =\lim _{h\to 0}{\frac {\mathbf {P} (h)-\mathbf {I} }{h}}}, или, что эквивалентно,
{\displaystyle \mathbf {Q} =(q_{ij})=\left({\frac {dP_{ij}(h)}{dh}}\right)_{h=0}}.
Из уравнения Колмогорова — Чепмена следуют два уравнения:
- Прямое уравнение Колмогорова
{\displaystyle {\frac {d\mathbf {P} (t)}{dt}}=\mathbf {P} (t)\mathbf {Q} ,}
- Обратное уравнение Колмогорова
{\displaystyle {\frac {d\mathbf {P} (t)}{dt}}=\mathbf {Q} \mathbf {P} (t).}

Для обоих уравнений начальным условием выбирается {\displaystyle \mathbf {P} (0)=\mathbf {I} }. Соответствующее решение {\displaystyle \mathbf {P} (t)=\exp(\mathbf {Q} t).}

### Свойства матриц P и Q
Для любого {\displaystyle t>0} матрица {\displaystyle \mathbf {P} (t)} обладает следующими свойствами:
1. Матричные элементы {\displaystyle \mathbf {P} (t)} неотрицательны: {\displaystyle P_{ij}(t)\geqslant 0} (неотрицательность вероятностей).
2. Сумма элементов в каждой строке {\displaystyle \mathbf {P} (t)} равна 1: {\displaystyle \sum _{j}P_{ij}(t)=1} (полная вероятность), то есть матрица {\displaystyle \mathbf {P} (t)} является стохастической справа (или по строкам).
3. Все собственные числа {\displaystyle \lambda } матрицы {\displaystyle \mathbf {P} (t)} не превосходят 1 по абсолютной величине: {\displaystyle |\lambda |\leqslant 1}. Если {\displaystyle |\lambda |=1}, то {\displaystyle \lambda =1}.
4. Собственному числу {\displaystyle \lambda =1} матрицы {\displaystyle \mathbf {P} (t)} соответствует как минимум один неотрицательный левый собственный вектор-строка (равновесие): {\displaystyle (p_{1}^{*},\,p_{2}^{*},...);} {\displaystyle p_{i}^{*}\geqslant 0;} {\displaystyle \sum _{i}p_{i}^{*}=1;} {\displaystyle \sum _{i}p_{i}^{*}P_{ij}(t)=p_{j}^{*}}.
5. Для собственного числа {\displaystyle \lambda =1} матрицы {\displaystyle \mathbf {P} (t)} все корневые векторы являются собственными, то есть соответствующие жордановы клетки тривиальны.

Матрица {\displaystyle \mathbf {Q} } обладает следующими свойствами:
1. Внедиагональные матричные элементы {\displaystyle \mathbf {Q} } неотрицательны: {\displaystyle q_{ij}\geqslant 0\;i\neq j}.
2. Диагональные матричные элементы {\displaystyle \mathbf {Q} } неположительны: {\displaystyle q_{ii}\leqslant 0}.
3. Сумма элементов в каждой строке {\displaystyle \mathbf {Q} } равна 0: {\displaystyle \sum _{j}q_{ij}=0.}
4. Действительная часть всех собственных чисел {\displaystyle \mu } матрицы {\displaystyle \mathbf {Q} } неположительна: {\displaystyle Re(\mu )\leqslant 0}. Если {\displaystyle Re(\mu )=0}, то {\displaystyle \mu =0.}
5. Собственному числу {\displaystyle \mu =0} матрицы {\displaystyle \mathbf {Q} } соответствует как минимум один неотрицательный левый собственный вектор-строка (равновесие): {\displaystyle (p_{1}^{*},\,p_{2}^{*},...);} {\displaystyle p_{i}^{*}\geqslant 0;} {\displaystyle \sum _{i}p_{i}^{*}=1;} {\displaystyle \sum _{i}p_{i}^{*}q_{ij}=0.}
6. Для собственного числа {\displaystyle \mu =0} матрицы {\displaystyle \mathbf {Q} } все корневые векторы являются собственными, то есть соответствующие жордановы клетки тривиальны.

### Граф переходов, связность и эргодические цепи Маркова
Для цепи Маркова с непрерывным временем строится ориентированный граф переходов (кратко — граф переходов) по следующим правилам:
- Множество вершин графа совпадает со множеством состояний цепи.
- Вершины {\displaystyle i,j\,(i\neq j)} соединяются ориентированным ребром {\displaystyle i\to j}, если {\displaystyle q_{ij}>0} (то есть интенсивность потока из {\displaystyle i}-го состояния в {\displaystyle j}-е положительна).

Топологические свойства графа переходов связаны со спектральными свойствами матрицы {\displaystyle \mathbf {Q} }. В частности, для конечных цепей Маркова верны следующие теоремы:
- Следующие три свойства А, Б, В конечной цепи Маркова эквивалентны (обладающие ими цепи иногда называют слабо эргодическими):

А. Для любых двух различных вершин графа переходов {\displaystyle i,j\,(i\neq j)} найдется такая вершина {\displaystyle k} графа («общий сток»), что существуют ориентированные пути от вершины {\displaystyle i} к вершине {\displaystyle k} и от вершины {\displaystyle j} к вершине {\displaystyle k}. Замечание: возможен случай {\displaystyle k=i} или {\displaystyle k=j}; в этом случае тривиальный (пустой) путь от {\displaystyle i} к {\displaystyle i} или от {\displaystyle j} к {\displaystyle j} также считается ориентированным путём.
Б. Нулевое собственное число матрицы {\displaystyle \mathbf {Q} } невырождено.
В. При {\displaystyle t\to \infty } матрица {\displaystyle \mathbf {P} (t)} стремится к матрице, у которой все строки совпадают (и совпадают, очевидно, с равновесным распределением).
- Следующие пять свойств А, Б, В, Г, Д конечной цепи Маркова эквивалентны (обладающие ими цепи называют эргодическими):

А. Граф переходов цепи ориентированно связен.
Б. Нулевое собственное число матрицы {\displaystyle \mathbf {Q} } невырождено и ему соответствует строго положительный левый собственный вектор (равновесное распределение).
В. Для некоторого {\displaystyle t>0} матрица {\displaystyle \mathbf {P} (t)} строго положительна (то есть {\displaystyle P_{ij}(t)>0} для всех {\displaystyle i,j}).
Г. Для всех {\displaystyle t>0} матрица {\displaystyle \mathbf {P} (t)} строго положительна.
Д. При {\displaystyle t\to \infty } матрица {\displaystyle \mathbf {P} (t)} стремится к строго положительной матрице, у которой все строки совпадают (и совпадают, очевидно, с равновесным распределением).

### Примеры

Рис. Примеры графов переходов для цепей Маркова:
a) цепь не является слабо эргодической (не существует общего стока для состояний);
b) слабо эргодическая цепь (граф переходов не является ориентированно связным)
c) эргодическая цепь (граф переходов ориентированно связан).

Рассмотрим цепи Маркова с тремя состояниями и с непрерывным временем, соответствующие графам переходов, представленным на рис. В случае (a) отличны от нуля только следующие недиагональные элементы матрицы интенсивностей — {\displaystyle q_{12},\,q_{13}}, в случае (b) отличны от нуля только {\displaystyle q_{12},\,q_{31}\,q_{32}}, а в случае (c) — {\displaystyle q_{12},\,q_{31}\,q_{23}}.
Остальные элементы определяются свойствами матрицы {\displaystyle \mathbf {Q} } (сумма элементов в каждой строке равна 0). В результате для графов (a), (b), (c) матрицы интенсивностей имеют вид:
{\displaystyle \mathbf {Q} _{a}={\begin{pmatrix}-(q_{12}+q_{13})&q_{12}&q_{13}\\0&0&0\\0&0&0\end{pmatrix}},} {\displaystyle \mathbf {Q} _{b}={\begin{pmatrix}-q_{12}&q_{12}&0\\0&0&0\\q_{31}&q_{32}&-(q_{31}+q_{32})\end{pmatrix}},} {\displaystyle \mathbf {Q} _{c}={\begin{pmatrix}-q_{12}&q_{12}&0\\0&-q_{23}&q_{23}\\q_{31}&0&-q_{31}\end{pmatrix}},}

## Основное кинетическое уравнение
Основное кинетическое уравнение описывает эволюцию распределения вероятностей в цепи Маркова с непрерывным временем. «Основное уравнение» здесь — не эпитет, а перевод термина англ. Master equation. Для вектора-строки распределения вероятностей {\displaystyle \pi } основное кинетическое уравнение имеет вид:
{\displaystyle {\frac {d\pi }{dt}}=\pi \mathbf {Q} }
и совпадает, по существу, с прямым уравнением Колмогорова. В физической литературе чаще используют векторы-столбцы вероятностей и записывают основное кинетическое уравнение в виде, который явно использует закон сохранения полной вероятности:
{\displaystyle {\frac {dp_{i}}{dt}}=\sum _{j,\,j\neq i}(T_{ij}p_{j}-T_{ji}p_{i}),}
где {\displaystyle T_{ij}=q_{ji}.}
Если для основного кинетического уравнения существует положительное равновесие {\displaystyle p_{i}^{*}>0}, то его можно записать в форме
{\displaystyle {\frac {dp_{i}}{dt}}=\sum _{j,\,j\neq i}T_{ij}p_{j}^{*}\left({\frac {p_{j}}{p_{j}^{*}}}-{\frac {p_{i}}{p_{i}^{*}}}\right).}

### Функции Ляпунова для основного кинетического уравнения
Для основного кинетического уравнения существует богатое семейство выпуклых функций Ляпунова — монотонно меняющихся со временем функций распределения вероятностей. Пусть {\displaystyle h(x)\,(x>0)} — выпуклая функция одного переменного. Для любого положительного распределения вероятностей ({\displaystyle p_{i}>0}) определим функцию Моримото {\displaystyle H_{h}(p)}:
{\displaystyle H_{h}(p)=\sum _{i}p_{i}^{*}h\left({\frac {p_{i}}{p_{i}^{*}}}\right)}.
Производная {\displaystyle H_{h}(p)} по времени, если {\displaystyle p(t)} удовлетворяет основному кинетическому уравнению, есть
{\displaystyle {\frac {dH_{h}(p(t))}{dt}}=\sum _{i,j\,i\neq j}T_{ij}p_{j}^{*}\left[h\left({\frac {p_{i}}{p_{i}^{*}}}\right)-h\left({\frac {p_{j}}{p_{j}^{*}}}\right)+h'\left({\frac {p_{i}}{p_{i}^{*}}}\right)\left({\frac {p_{j}}{p_{j}^{*}}}-{\frac {p_{i}}{p_{i}^{*}}}\right)\right]\leqslant 0}.
Последнее неравенство справедливо из-за выпуклости {\displaystyle h(x)}.

#### Примеры функций МоримотоHh(p){\displaystyle H_{h}(p)}
- {\displaystyle h(x)=|x-1|}, {\displaystyle H_{h}(p)=\sum _{i}|p_{i}-p_{i}^{*}|};

эта функция — расстояние от текущего распределения вероятностей до равновесного в {\displaystyle l_{1}}-норме. Сдвиг по времени является сжатием пространства вероятностных распределений в этой норме. (О свойствах сжатий см. статью Теорема Банаха о неподвижной точке.)
- {\displaystyle h(x)=x\ln x}, {\displaystyle H_{h}(p)=\sum _{i}p_{i}\ln \left({\frac {p_{i}}{p_{i}^{*}}}\right)};

эта функция — (минус) энтропия Кульбака (см. Расстояние Кульбака — Лейблера). В физике она соответствует свободной энергии, деленной на {\displaystyle kT} (где {\displaystyle k} — постоянная Больцмана, {\displaystyle T} — абсолютная температура):
если {\displaystyle p_{i}^{*}=\exp(\mu _{0}-U_{i}/kT)} (распределение Больцмана), то
{\displaystyle H_{h}(p)=\sum _{i}p_{i}\ln p_{i}+\sum _{i}p_{i}U_{i}/kT-\mu _{0}=(\langle U\rangle -TS)/kT}.
- {\displaystyle h(x)=-\ln x}, {\displaystyle H_{h}(p)=-\sum _{i}p_{i}^{*}\ln \left({\frac {p_{i}}{p_{i}^{*}}}\right)};

эта функция — аналог свободной энергии для энтропии Бурга, широко используемой в обработке сигналов:
{\displaystyle S_{\rm {Burg}}=\sum _{i}\ln p_{i}}
- {\displaystyle h(x)={\frac {(x-1)^{2}}{2}}}, {\displaystyle H_{h}(p)=\sum _{i}{\frac {(p_{i}-p_{i}^{*})^{2}}{2p_{i}^{*}}}};

это квадратичное приближение для (минус) энтропии Кульбака вблизи точки равновесия. С точностью до постоянного во времени слагаемого эта функция совпадает с (минус) энтропией Фишера, которую даёт следующий выбор,
- {\displaystyle h(x)={\frac {x^{2}}{2}}}, {\displaystyle H_{h}(p)=\sum _{i}{\frac {p_{i}^{2}}{2p_{i}^{*}}}};

это (минус) энтропия Фишера.
- {\displaystyle h(x)={\frac {x^{q}-1}{q-1}},\,q>0,\,q\neq 1}, {\displaystyle H_{h}(p)={\frac {1}{q-1}}\left[\sum _{i}p_{i}^{*}\left({\frac {p_{i}}{p_{i}^{*}}}\right)^{q}-1\right]};

это один из аналогов свободной энергии для энтропии Тсаллиса.
{\displaystyle S_{q{\rm {Tsallis}}}(p)={1 \over q-1}\left(1-\sum _{i}p_{i}^{q}\right).}
служит основой для статистической физики неэкстенсивных величин. При {\displaystyle q\to 1} она стремится к классической энтропии Больцмана — Гиббса — Шеннона, а соответствующая функция Моримото — к (минус) энтропии Кульбака.

## Практическое применение
Одной из первых научных дисциплин, в которой цепи Маркова нашли практическое применение, стала лингвистика (в частности текстология). Сам Марков для иллюстрации своих результатов исследовал зависимость в чередовании гласных и согласных в первых главах «Евгения Онегина» и «Детских годов Багрова-внука».
Цепи Маркова используют для генерации текста, моделирования процессов смешивания сыпучих материалов, управленческом мониторинге, языковых моделях.